# Ao Deus das Causas Impossíveis (DVD)
Ao Deus das Causas Impossíveis é um DVD do Ministério Apascentar de Nova Iguaçu, sendo o único registro em vídeo da terceira formação, gravado ao vivo na Via Show, Rio de Janeiro, no dia 7 de fevereiro de 2012, com direção de vídeo de Vlad Aguiar.
O disco conta com vocais de Davi Sacer, Verônica Sacer e Alexandre Dias, vocalista temporário da banda, além da participação especial do cantor Jotta A. 
Juntos, Alexandre Dias, Davi Sacer e Verônica Sacer cantaram as 14 canções do CD, acompanhados por um público de mais de 6 mil pessoas. O álbum foi programado para ser lançado em setembro de 2012, mas o lançamento foi cancelado após a banda passar por mudanças de formação.

## Antecedentes
Em 2011, o Apascentar lançou o álbum Ao Deus das Causas Impossíveis. O disco caracterizou o cantor Davi Sacer como vocalista pela primeira vez em um registro inédito desde Olha pra Mim (2006), mas como uma participação especial ao lado de Verônica Sacer. Segundo ele, a banda estava sem vocalista e Marcus Gregório, líder do Ministério Apascentar, convidou-o para gravar um disco com o grupo.
Por isso, o grupo foi reformulado e um novo vocalista, chamado Alexandre Dias, foi anunciado.

## Gravação
Ao Deus das Causas Impossíveis foi gravado em fevereiro de 2012 na Via Show. A apresentação contou com a divisão de vocais de Davi e Verônica Sacer com Alexandre Dias e a participação de Jotta A.

## Lançamento
O DVD foi anunciado para setembro de 2012 e conteria o show e um disco extra com pregação de Marcus Gregório. Antes disso, um vídeo da música "É Possível", com um dueto entre Davi Sacer e Alexandre Dias, chegou a ser lançado. No entanto, com a saída de Alexandre Dias da banda, o lançamento foi cancelado. Uma formação posterior, com o vocalista Samuel Vinholes, só lançaria um registro sucessor em 2016.

## Faixas
1. "Preludio (Pr. Marcus Gregório)"
2. "Mudou"
3. "Meu Lugar é no Altar"
4. "Eu Sou a Resposta"
5. "Canto Para Ti"
6. "Espaço Pra Deus"
7. "DNA"
8. "Fonte" (feat.:. Verônica Sacer)
9. "Não Deixe Morrer"
10. "Ao Deus das Causas Impossíveis"
11. "Esperança Outra Vez"
12. "Além da Tempestade"
13. "Alcançar Teu Coração"
14. "Não Há Outro Nome"
15. "É Possível"